# Eduard de Hartog
Eduard de Hartog (Amsterdam, 15 augustus 1825 – Den Haag, 5 november 1909) was een Nederlands dirigent en componist, maar vooral werkend in Frankrijk onder de naam Edouard de Hartog.

## Biografie
Deze zoon van koopman Hartog de Hartog en Sara/Saartje Hertz kreeg bij de geboorteakte de naam Isaac de Hartog. Op 12 december 1842 werd de naam per besluit van de arrondissementsbank gewijzigd in Eduard de Hartog. Eduard de Hartog was getrouwd met Regina Grützki, haar vader was eveneens musicus. Hij kreeg zijn muziekopleiding gedurende verschillende tijden in Amsterdam van Jan George Bertelman (piano) en Gustaaf Adolf Heinze (compositie). Hij studeerde verder aan het conservatorium in Parijs (Damcke en Eckert) en maakte er kennis met Henri Litolff. Hij vestigde zich in Parijs om er dirigent te worden van de Cercle St. Cecile, te componeren en concerten te geven. Als uitvoerend musicus trad hij op in West-Europa. Hij verloor een aanzienlijk fortuin en moest zich daarom wenden tot het geven van muzieklessen. Hij keerde rond 1900 terug naar Nederland, ging werken als muziekverslaggever van diverse bladen en werkte mee aan de Biographie universelle des musiciens van François-Joseph Fétis.
Hij was ridder in de orde van de Eikenkroon en Orde van Oranje-Nassau, droeg de Leopoldsorde en was Officier d’Instruction Publique. Hij was erelid van de Maatschappij tot Bevordering der Toonkunst en tevens corresponderend lid van de Franse Société des auteurs et compositeurs.

## Werklijst (gedeelte)
- opus 11: Au bord du ruisseau, eglogue, voor piano
- opus 17: La fete des gnomes, impromptu-fantastique voor piano
- opus 19: La calabraise, tarantelle voor piano
- opus 20: Poésies musicales
- opus 21: Sonatesymfonie, voor piano
- opus 22: Hommage a Chopin, trois mazurkas
- opus 23: La danse des Willis: etude de concert, voor piano
- opus 24: Dire vierstemmige liederen voor mannenkoor
- opus 25: Villanelle, voor piano
- opus 25bis: Twee liederen voor vierstemmig mannenkoor
- opus 26: Vier vierstemmige liederen voor sopraan, alt, tenor en bas
- opus 27: Trois esquisses romantiques, voor piano
- opus 31: Chant de mai/Meilied voor orkest
- opus 32: Land vooruit, schets uit het zeemansleven voor tenor, mannenkoor en orkest/piano
- opus 35: Strijkkwartet nr. 1
- opus 41: Strijkkwartet nr. 2
- opus 42: Vier vierstemmige mannenkoren
- opus 51.2: Sevilliana, air de ballt
- opus 52: Pensée de minuit, méditation d’apres une poesie de Lamartine, voor rokest
- opus 61: Sarabande et gavotte voor viool en piano
- opus 64: Twee liederen voor mannenkoor, (Auf dem Meer en Seemannslied)
- opus 65: Kimm hoam, mei sonna, opgedragen aan het mannenkoor Oefening baart Kunst uit Amsterdam
- opus 66: Zes miniaturen voor piano
- opus 67: Momento capriciose, humoreske voor orkest
- opus 70: Vier dansen in oude stijl, voor piano
- opus 72: Gnomentanz
- opus 76: Contes d’autrefois, cinq airs de ballet (voor piano)
- Psalm 43 voor solisten, koor en orkest
- Lorenzo Aldini (opera comique)
- L’amour et son hote (ook wel L’amour mouillé, opera comique)
- Le mariage de Don Lope (opera comique)
- Drie symfonische gedichten
- Waldscenes, voor orkest
- Marche Scandinavie, voor orkest
- Scenes Arabes, voor orkest
- Le reve, caprice voor piano
- Le point Blanc, ballade fantastique, voor bas en piano
- Désir
- Avondvrede
- Overwinning, een lied uit vroegere dagen
- In ’t woud
- Dat waart gij
- Drie liederen voor sopraan en contra-alt

- Biblioteca Nacional de España: XX1717489
- Bibliothèque nationale de France: cb14813841t (data)
- Biografisch Portaal: 85081775
- Gemeinsame Normdatei: 116502428
- International Standard Name Identifier: 0000 0001 1604 484X
- Nationale Bibliotheek van Tsjechië: mzk2014804476
- Nederlandse Thesaurus van Auteursnamen: 18084363X
- Système universitaire de documentation: 168523779
- Virtual International Authority File: 19946313
- WorldCat: E39PBJvCVJMTKXMD8mpQjxwV4q